# Кристијан Немет
Кристијан Немет (мађ. Németh Krisztián; Ђер, 5. јануар 1989) мађарски репрезентативац, игра на позицији нападача и играч је МТК из Будимпеште.

## Каријера
Немет је каријеру започео у свом родном граду Ђеру, где је играо у омладинском тиму 2003. и 2005. године. Године 2005. придружио се тиму МТК Хунгариа из Будимпеште, где је постигао 14 голова у 37 лигашких утакмица, доприносећи томе да клуб освоји друго место у лигашком такмичењу у сезони 2006/07.

### Ливерпул
Он је потписао трогодишњи уговор са Ливерпулом, заједно са Андрашом Шимоном у лето 2007. године. Клуб га је сматрао талентом који ће бити надолазећи и био је напомињан за светлу будућност у клубу из Мерзисајда, који је на свом званичном сајту изјавио да „ Од Немета се очекују велике ствари." Иако се углавном користи као нападач, он често пада у дубљу позицију током утакмица, где је у могућности да искористи додатни простор за додавање.
Немет је постигао два гола на свом дебију за Ливерпул резервс 27. новембра 2007. против Манчестер ситија.  Недељу дана касније, постигао је два гола у победи од 3 : 0 против Евертон резервиста на стадиону Халивел Џонс. Постигао је пет голова у три утакмице, а пети је био против Мидлзбрових резерви и и тиме осигурао Ливерпулу врх Премијер лиге резерви Север. Касније је играо против Сандерленд резерви и дао гол лобовавши голмана и са тим голом Ливерпул је победио и отишао је са пет поена предности на врх лиге.
У априлу 2008. Немет је постигао једини гол на утакмици против резерви Блекбурн Роверса који је обезбедио титулу Северне Премијер лиге резервиста. Дана 7. маја, постигао је први гол пошто су резерве победиле резерве Астон Виле са 3 : 0 на Енфилду и освојиле титулу националног првака у Премијер лиги.. Био је најбољи стрелац Премијер лиге резервиста Север у сезони 2007/08. Његови импресивни резултати у другој половини сезоне донели су му признање као резервиста Ливерпулових навијача године за сезону 2007/08.
Немет је 30. јула ушао као замена у другом полувремену у Ливерпуловој предсезонској пријатељској утакмици против Виљареала, где је замало довео Ливерпул у вођство, али је лопта отишла за мало преко пречке. Немет је 2. августа уведен као замена у другом полувремену у још једној предсезонској пријатељској утакмици овај пут против против Ренџерса. Његов ударац у 58. минути је био одбрањен али је одбијену лопту искористио његов саиграч и постигао гол. Затим је у 70. минуту фаулиран у шеснаестерцу и Ксаби Алонсо је искористио пенал.
Немет је добио дрес са бројем 29 за сезону 2008/09, а раније није имао званични број првог тима.
Дана 26. јануара 2009. потписао је за Чемпионшип клуб Блекпул на једномесечну позајмицу. Дан касније, дебитовао је за Сеасидерсе као замена у 59. минуту на Блумфилд Роуду, створивши им најбољу шансу упосливши саиграча Дејвида Фокса. Блекпул је изгубио 3 : 0, а касније је откривено да је Немет сломио јагодичну кост када се сукобио са дефанзивцем КПР-а само 60 секунди након свог дебија.
Немет је био један од неколико резервних играча доведених за пријатељске утакмице пред сезону, где је почео утакмице против Ст Галена, Рапида из Беча и Тајланда. Затим је на утакмици против Сингапура постигао два гола у победи од 5 : 0.
Због повреда, Немет није могао да испуни свој потенцијал у Ливерпулу, па је касније прешао у Олимпијакос на стални уговор након што је био на позајмици у АЕК-у из Атине.

### АЕК и Олимпијакос
Ливерпул је 25. августа 2009. најавио да ће Немет сезону 2009/10. провести на позајмици у АЕК-у из Атине. Након што је први пут посетио АЕК, рекао је да се радује изазову рекавши „Долазим у велики клуб и велики град“. Затим је изнео своје амбиције наводећи „Надам се да можемо да освојимо шампионат.“  Дана 30. августа је дебитовао ушавши као замена у првом полувремену против Атромитоса. Он је одличним пасом асистирао Исмаелу Бланку за једини гол на утакмици, и све време је био стална претња одбрани Атромитоса. Као резултат тога, изабран је за МВП-а у Супер лиги за ту недељу.
Дана 20. септембра је постигао свој први гол за АЕК, одигравши нерешено 1 : 1 са ПАС Ђанином. Касније те недеље, 23. септембра, постигао је још један гол у поразу од 1 : 2 од жестоког ривала Олимпијакоса.
По повратку са ФИФА У-20 Светског првенства, учествовао је у сваком мечу пре интернационалне паузе, посебно треба истаћи победу од 3 : 1 против Ларисе 9. новембра, где је постигао погодак главом након што је уведен као замена на полувремену.
Како је сезона улазила у 2010, Немет се мучио са повредом скочног зглоба коју је задобио на међународној утакмици. То га је избацило из неколико месеци, јер се вратио само у последњих неколико сезонских утакмица те сезоне, где је наступао углавном као замена. У последњој утакмици регуларне сезоне против Астераса Триполиса, асистирао је код оба гола у победи домаћина од 2 : 0, чиме је АЕК ушао у плеј-оф као трећепласирани тим. Током сезоне Немет је дао више асистенција него голова, што значи да је његов допринос АЕК-у и даље био важан, и помогао им да обезбеде друго место у плеј-офу.
Дана 19. августа 2010. Олимпијакос Ф.К. је објавио да су закључили уговор са Ливерпулом о потписивању Немета на трогодишњи уговор. Накнада је првобитно износила милион, али је касније накнада смањена. Постоји клаузула у његовом уговору са Олимпијакосом која каже да Ливерпул треба да буде плаћен 25% од сваке будуће продаје играча Олимпијакоса.  Договор је потврдио Олимпијакос Ф.К. 23. августа. Немет никада није наступио у првом тиму за Ливерпул, упркос томе што је играо за њих у предсезони. Дана 3. новембра, Немет је дебитовао за Олимпијакос, одигравши пуних 90 минута у победи од 1 : 0 против Илиоуполија, у утакмици Купа Грчке. 3 дана касније, Немет је дебитовао у Лиги за Олимпијакос, асистирајући Марку Пантелићу за 4. гол за неколико минута након што је ушао у поразу Паниониоса резултатом од 5 : 0.
Дана 2. септембра 2011. раскинуо је уговор са Олимпијакосом.

### Остали клубови
У наредних десет година Немет је променио, био на позајмици или био играч у осам различитих клубова Европе, Америке и блиског истока, да би се 2022. године скрасио у свом матичном оригиналном клубу МТК Будимпешта.

### Репрезентација
Немет је био капитен У17 репрезентације Мађарске на Европском првенству у фудбалу до 17 година 2006. у Луксембургу, где је постигао два гола током утакмица у групи. На квалификационом турниру У19 репрезентације на Кипру постигао је седам голова у три меча. Овај његов наступ умногоме је допринео да га запазе неколико водећих европских тимова.
Мађари су се 2008. године састали са Литванијом, Кипром и Португалом у елитном колу квалификација за Европско првенство у Чешкој. Немет је на три меча постигао три гола, а постигао је и победоносни погодак против Португала, са којим су се Мађари пласирали на континентално такмичење.
На Европском првенству до 19 година у јулу 2008. године, које је предводио Немет, Мађари су победили Бугарску са 1 : 0, а потом и браниоца титуле Шпанију са 1 : 0. Млади су претрпели пораз од Немаца са 2 : 1, али су ипак прошли међу четири најбоља тима. Мађари су у полуфиналу изгубили од селекције Италије са 1 : 0, па су освојили треће место на Европском првенству. Овим резултатом репрезентација се пласирала на Светско првенство до 20 година које се одржало у Египту 2009. године, а Немет је изабран за Ол-стар тим турнира.
У А репрезентацији добио је само место на клупи, вршилац дужности селектора репрезентације Петер Вархиди упутио му је позив у име подмлађивања. Касније га је у репрезентацију позвао и Ервин Куман, који му је пружио прилику да игра у пријатељском мечу против Немаца. Немет је био без голова и после дванаест наступа за репрезентацију. Истина је да је, изузев меча у Сан Марину, увек играо као замена. 10. септембра 2013. успео је да постигне свој први гол за национални тим против фудбалске репрезентације Естоније у квалификацијама за Светско првенство 2014. Током квалификација за Европско првенство у фудбалу 2016. био је редован код Пала Дардаија и Бернда Шторка. У квалификационој серији постигао је 2 гола у седам мечева (оба у поразу од Грка 4 : 3), а репрезентација Мађарске се поново пласирала на Европско првенство после 44 године. Био је члан тима који је путовао на Европско првенство у фудбалу 2016.

## Достигнућа
МТК
- Прва лига Мађарске у фудбалу: 
  - другопласирани: 2006/07

 Ливерпул
- Куп Даласа:
  - победник: 2008.

 Олимпијакос
- Суперлига Грчке у фудбалу: 
  - шампион: 2010/11.

  Канзас сити Спортинг
- Куп САД у фудбалу: 
  - победник: 2015.
- Коламбус кру:
- МЛС: 
  - шампион: 2020.

- Играч године у резервном тиму: 2008
- Члан Ол-Стар тима на ЕП У19: 2008.
- Гол године у МЛС−у: 2015.
- Голгетер НБ II лиге: 2022/23. (22. гола)